# ماتئو ریتچی
ماتئو ریتچی یا ماتیو ریچی (لاتین: Mattheus Riccius Maceratensis؛ ۶ اکتبر ۱۵۵۲ – ۱۱ مهٔ ۱۶۱۰) کشیش ایتالیایی انجمن عیسی، نویسنده و ریاضی‌دان بود. وی برای تبلیغ مسیحیت به کشور چین سفر کرده بود و در همان جا درگذشت.